# Ehregott Daniel Colberg

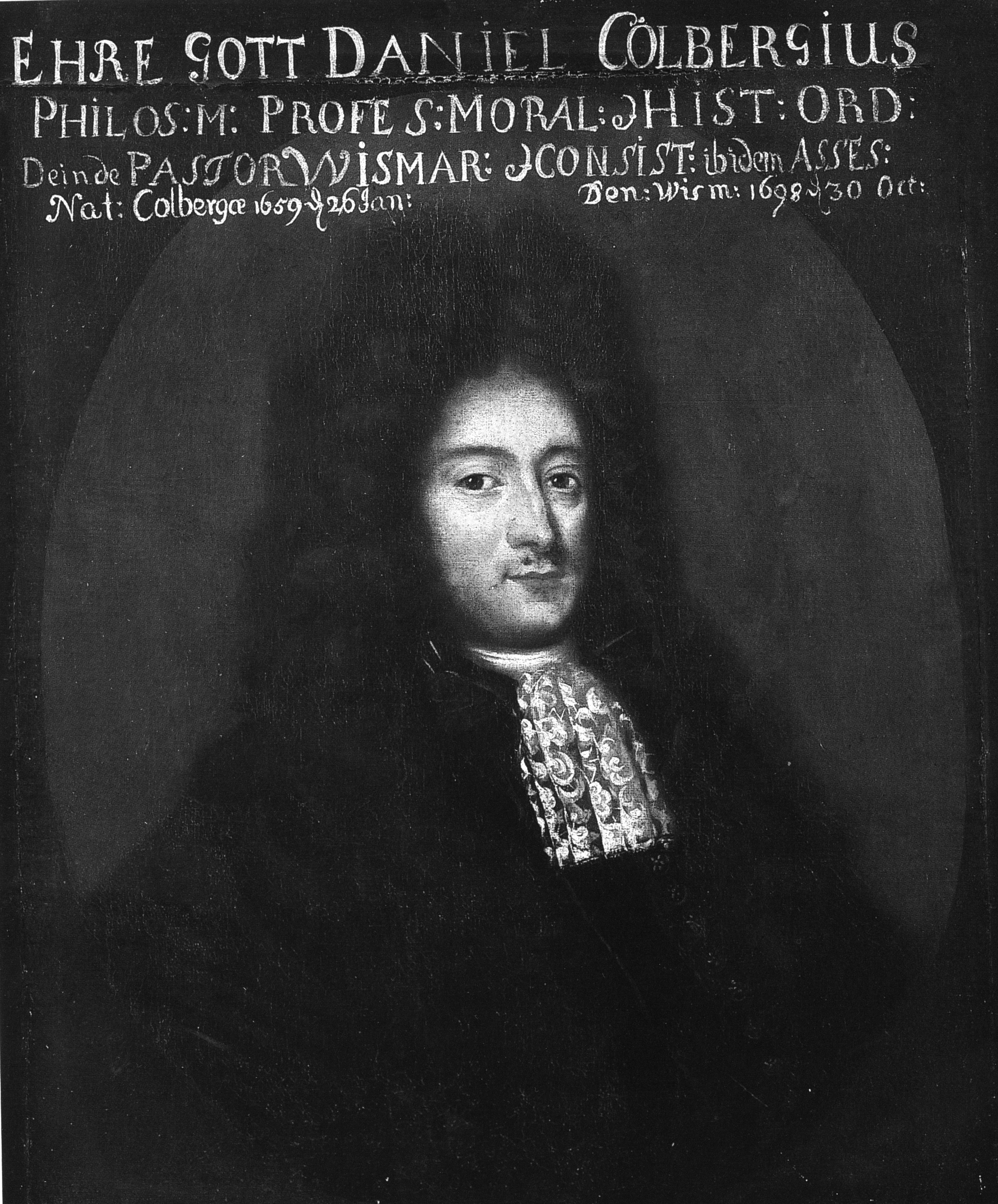
Ehregott Daniel Colberg

Ehregott Daniel Colberg (* 26. Januar 1659 in Kolberg; † 30. Oktober 1698 in Wismar) war ein deutscher lutherischer Theologe.

## Leben
Er war der Sohn Johannes Colbergs und der Catharina Schlieff. Nach anfänglichem Privatunterricht kam er zuerst an die Stadtschule in Kolberg und 1675 für zwei Jahre an das Gymnasium Carolinum in Stettin.
1677 zog er mit seinem Vater nach Greifswald zum Studium der Theologie und Philosophie. Er hörte u. a. bei Joachim Rosenow und Jakob Henning. 1679 disputierte er bei Matthäus Clemasius.
Nach der Entlassung des Vaters ging Colberg mit diesem 1679 nach Rostock. Er unternahm eine halbjährige Studienreise nach Danzig und Königsberg. Nach Rostock zurückgekehrt erwarb er dort am 11. Oktober 1681 den Magistergrad und hielt erste private Collegia.
In Begleitung seines Vaters unternahm Colberg im Herbst 1682 eine Reise nach Stockholm, wo er ein Jahr verweilte und in der Königlichen Bibliothek seine Studien fortsetzte. Hier lernte er auch Samuel Pufendorf kennen.
Am 11. Oktober 1684 wurde Colberg vom König zum außerordentlichen Professor der Philosophie in Greifswald ernannt. Nach einiger Zeit unternahm er erneut eine Bildungsreise durch Oberdeutschland, die er jedoch wegen des Todes seines Vaters abbrechen musste. Zwei Jahre später starb auch seine Mutter.
1686 erhielt Colberg eine außerordentliche Professur der Moral und der Geschichte in Greifswald, die 1691 in ein Ordinariat umgewandelt wurde. 1692 heiratete er Elisabeth Margareta Gerdes. Zwei Jahre später ging er nach Wismar, wurde Pastor an St. Nikolai und Assessor des dortigen Konsistoriums.
Colberg vertrat die Seite der lutherischen Orthodoxie und gehörte zu den Vorläufern der Aufklärung in Pommern. In der Esoterikforschung wird sein Name heute noch genannt. Sein Sohn Johann Friedrich Colberg (1693–1761) wurde ebenfalls evangelischer Theologe und Pfarrer und Superintendent in Stralsund.